# 納特利 (新澤西州)
納特利（英語：Nutley）是位於美國新澤西州艾塞克斯縣的一個鎮區。

## 地方資料
納特利的面積為8.86平方千米，當中陸地面積為8.74平方千米，而水域面積為0.12平方千米。根據2020年美國人口普查的數據，當地共有人口30143人，而人口密度為每平方千米3,402.14人。